# Etyen Mahçupyan
Artykuł ten został zgłoszony do umieszczenia na stronie głównej w rubryce „Czy wiesz”.
Pomóż nam go sprawdzić: oceń zgłoszoną nominację.
Etyen Mahçupyan (ur. 9 marca 1950 w Stambule) – turecki polityk i dziennikarz pochodzenia ormiańskiego, w latach 2014–2015 doradca premiera Ahmeta Davutoğlu.

## Życiorys
W 1968 roku ukończył Robert College. Kształcił się następnie na Uniwersytecie Boğaziçi, gdzie w 1972 roku ukończył studia chemiczne, a dwa lata później obronił magisterium z zakresu zarządzania. W 1977 roku ukończył studia magisterskie z zakresu ekonomii na Uniwersytecie w Ankarze, tam następnie pracował jako asystent. Następnie przez kilkanaście lat pracował jako przedsiębiorca.
Związany był z czasopismem Toplumcu Düşün, które to ukazywało się od czerwca 1978 do maja 1980 roku; pismo to miało charakter socjaldemokratyczny i antykomunistyczny. Od 1997 do 2000 roku pracował jako felietonista dla czasopisma Radikal, pisał następnie dla Yeni Binyıl, a w maju 2001 roku związał się z czasopismem Zaman; zrezygnował z regularnej współpracy po zabójstwie dziennikarza Hranta Dinka w 2007 roku, a w maju 2014 roku całkowicie tę współpracę zakończył. Jednocześnie do listopada 2010 roku był redaktorem naczelnym pisma Agos.
Nie jest wyznawcą islamu.

### Działalność polityczna
Od 1995 do 1996 roku należał do partii Yeni Demokrasi Hareket. W październiku 2014 roku został doradcą premiera Ahmeta Davutoğlu, sprawował tę funkcję do marca następnego roku. Oficjalnym powodem zakończenia piastowania tegoż stanowiska było przejście na emeryturę, związane z ukończeniem 65. roku życia; informacja ta została ogłoszona dopiero w kwietniu 2015 roku.
Publicznie przyznał, że w 1915 roku miało miejsce negowane przez tureckie władze ludobójstwo Ormian; jego wypowiedź spotkała się z krytyką między innymi ze strony ministra ds. Unii Europejskiej Volkana Bozkıra.